# Strada Stavropoleos
Strada Stavropoleos este o stradă din centrul istoric al Bucureștiului.
Strada face legatura între centrul vechi și Calea Victoriei, fiind unul din locurile incluse în majoritatea ghidurilor cu tema istorică.

## Galerie de imagini

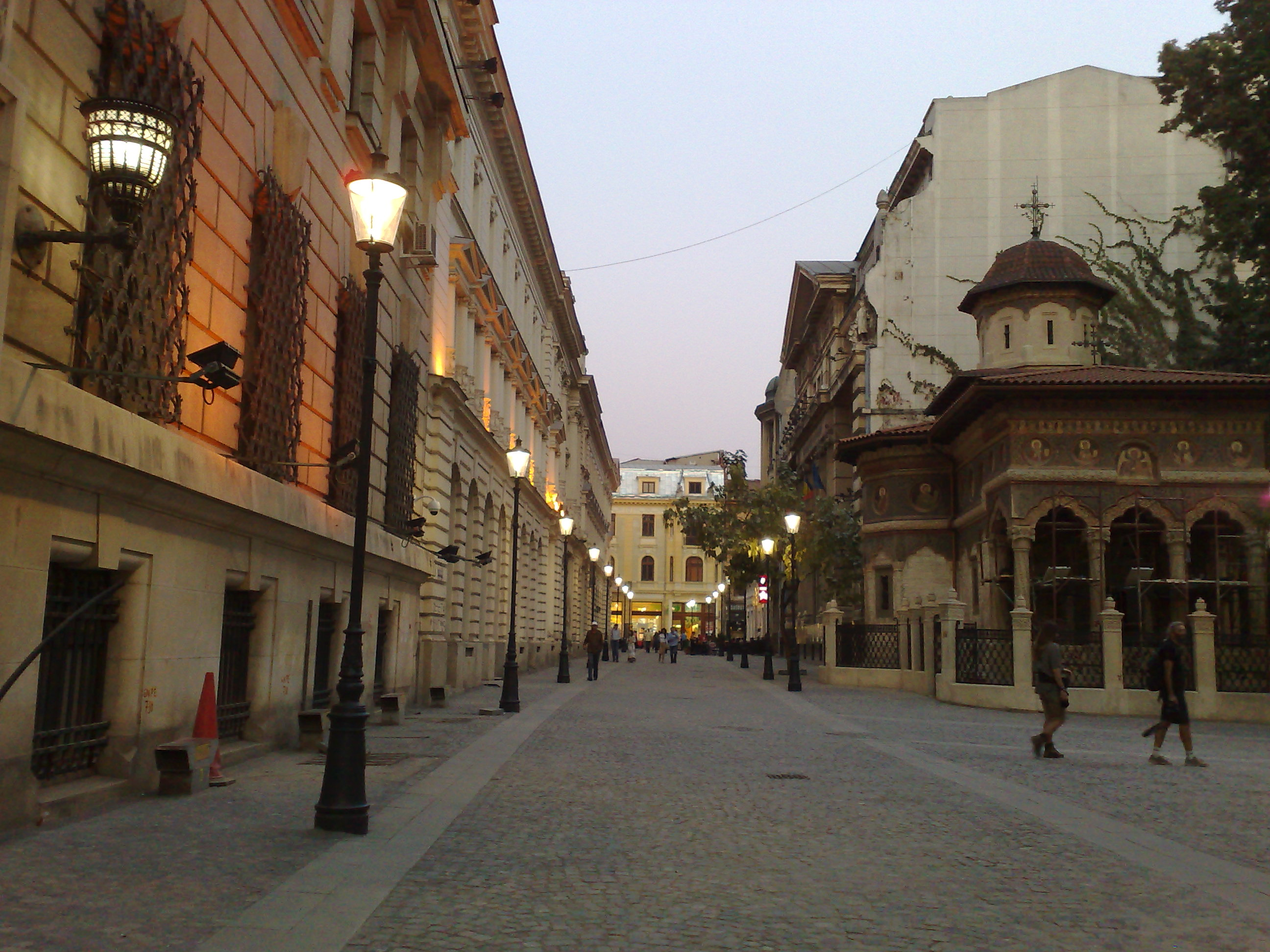
Biserica Stavropoleos
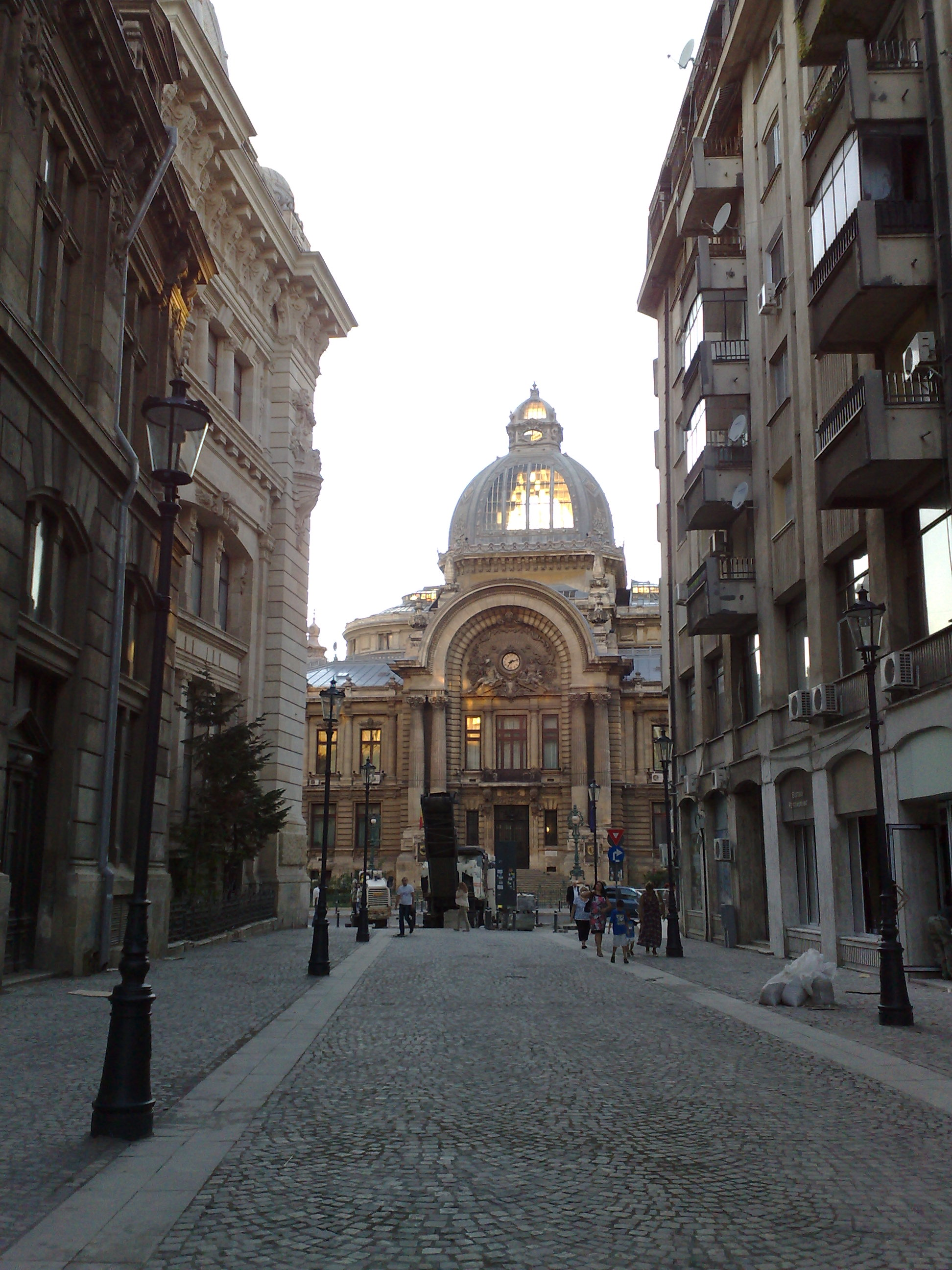
Palatul C.E.C.
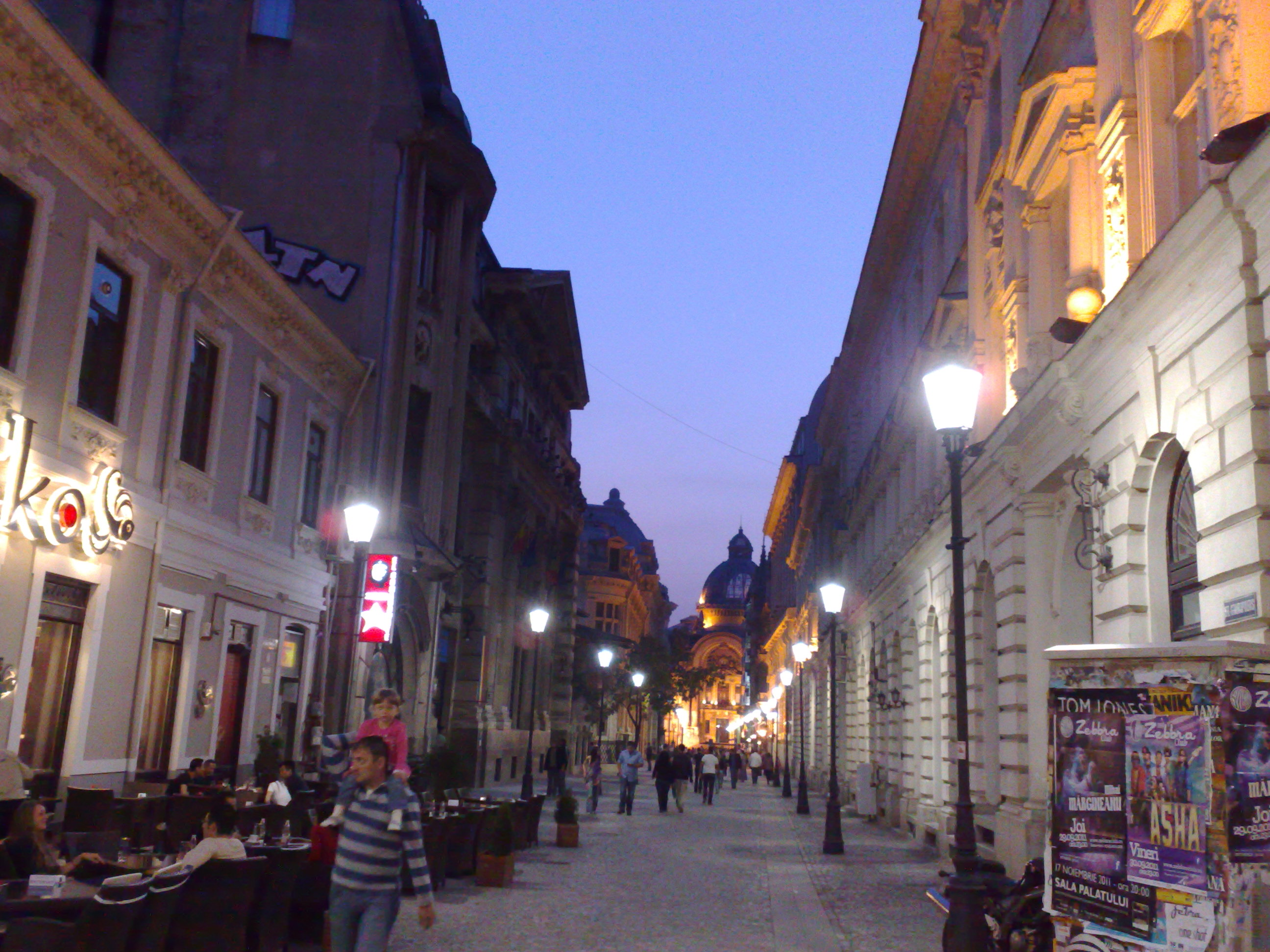
Strada Stavropoleos seara